# Bernhard Scherz
Bernhard Scherz (* 21. Februar 2007 in Waidhofen an der Ybbs) ist ein österreichischer Fußballtorwart.

## Karriere
Scherz begann seine Karriere bei der SG Waidhofen/Ybbs. Zur Saison 2023/24 wechselte er in das neu geschaffene Nachwuchszentrum des SKU Amstetten. Ohne für die Amateure Amstettens gespielt zu haben, stand er bereits im Februar 2024 gegen den Grazer AK erstmals im Profikader der Niederösterreicher.
Im April 2024 gab er dann sein Debüt in der 2. Liga, als er am 24. Spieltag jener Saison gegen den SK Sturm Graz II in der Startelf stand.